# Русская песня (ансамбль)
«Русская песня» — советский и российский музыкальный коллектив, работающий в жанре народной песни. Создан в 1975 году в стенах института имени Гнесиных выпускницей института Надеждой Бабкиной (контральто). В первые годы ансамбль состоял из девушек поющих а капелла, в более поздние годы женский состав был расширен певцами. Гастролирует по России и по многим странам мира.
Ансамбль «Русская песня» в своём творчестве стремится находиться в авангарде, не отстать от современных веяний и активно используя в своих концертах передовые технологии и модные тенденции.

## История
В 1971 году Надежда Бабкина поступила в музыкально-педагогический институт имени Гнесиных по двум специальностям: «Руководитель народного хора» и «Сольное народное пение». В это время она работала вокалисткой Астраханского кинопроката, выступая перед началом сеанса. В 1975-м создала молодёжный ансамбль «Русская песня», в котором стала солисткой. Поначалу коллектив работал на студенческих мероприятиях, затем состоялось несколько концертов в рамках поддержки работников физического труда. На первых концертах ансамбля в небольших городах и сёлах народу собиралось мало. Первым заметным успехом стало выступление в Сочи на Всероссийском конкурсе советской песни в 1976 году. Через два года ансамбль получил золотую медаль на международном фестивале фольклора в Братиславе. Коллектив «Русская песня» положил начало «новой фольклорной волне» в СССР. Первое время в группе состояло шесть девушек, позже к ним добавились трое мужчин. В 1978 году стал самостоятельной творческой единицей «Москонцерта». С объединением сотрудничали композиторы Владимир Беляев и Жанна Кузнецова.
В июле 1987 года принимал участие в советско-американском концерте-митинге «Наш ход» совместно с Джеймсом Тейлором, Бонни Рэйтт, Владимиром Пресняковым, «The Doobie Brothers», «Автографом», Жанной Бичевской и «Santana». В 1989 году на базе ансамбля был создан одноимённый многофункциональный фольклорный центр, который в 2000 году был реорганизован в Московский музыкальный театр фольклора «Русская песня».
В 2006 года «Русская песня» отметила тридцатилетний юбилей. Грампластинки, аудио и видеокассеты, компакт-диски ансамбля «Русская песня» и Надежды Бабкиной разошлись миллионными тиражами. В 2010 года ансамбль подготовил специальную концертную программу «Песни России» к юбилею Надежды Бабкиной, которая была представлена 12 марта 2010 года в «Крокус Сити Холл» и в эфире телеканала «Россия 1».

## Состав
В настоящее время[когда?] в состав ансамбля входят:
- Петр Ключников (хормейстер) (баритон)
- Елена Ионина (альт)
- Сергей Сысуев (тенор)
- Олеся Евстигнеева (альт)
- Наталья Фигурина (сопрано)
- Наталья Попова (сопрано)
- Анастасия Ефремова (альт)
- Роман Литовка (тенор)
- Дмитрий Морозов (баритон)
- Марина Менькова (сопрано)
- Павел Арламов